# Engyprosopon sechellensis
Engyprosopon sechellensis is een straalvinnige vissensoort uit de familie van botachtigen (Bothidae). De wetenschappelijke naam van de soort was oorspronkelijk Scaeops sechellensis en is voor het eerst geldig gepubliceerd in 1908 door Charles Tate Regan. De soort werd aangetroffen in de Seychellen tijdens de Percy Sladen Trust Expedition naar de Indische Oceaan in 1905.